# 恩·卡萨克
恩·卡萨克（Enn Kasak ，1954年9月24日—，出生于爱沙尼亚沃魯縣纳维）是爱沙尼亚的一名哲学家和天体物理学家。 
1981年，他从塔尔图大学天体物理学专业毕业。 1981年至1995年，他在托拉韦雷天文台工作。 1998年至2007年，他在塔林大学任教。2007年起，他又转至塔尔图大学任教。
1995年至1997年，他担任了沃罗研究院的所长。同时，他也是研究院的首任所长。 
2001年，他被爱沙尼亚官方授予白星奖章。 